# テロール・ピンダン
テロール・ピンダン（インドネシア語: telur pindang）とはインドネシアとマレーシアで広く食べられている料理で、卵（テロール）にピンダンという調理法を用いたもの。塩や醤油、様々な香辛料を入れた汁で煮込んだ煮卵である。その源流である中華料理の茶葉蛋とは非常に似通っているが、発酵茶葉で煮込む茶葉蛋に対して、テロール・ピンダンはエシャロットの皮やチークの葉、あるいはグアバの葉を煮汁に入れて卵に暗褐色の色を付ける。

## 用語
ピンダンとは食材を塩やタンニンを含む香辛料とともに煮込む調理法を指す。多くは材料として醤油やエシャロットの皮、グアバの葉、チークの葉、茶葉、その他東南アジアで一般的な香辛料が用いられる。テロール・ピンダンはピンダンの過程で暗褐色となり、ゆでただけの卵よりも長持ちするようになる。ピンダンはインドネシアで古くから魚や卵などの食品を保存するために使われてきた。発祥地はジャワ島とスマトラ島である。ほかの保存法としては、アシン（asin、塩漬けにして熟成・乾燥させる調理法）、デンデン（dendeng、砂糖漬け）、アカー（acar、ピクルス）、アサプ（asap、燻製）がある。

## インドネシア

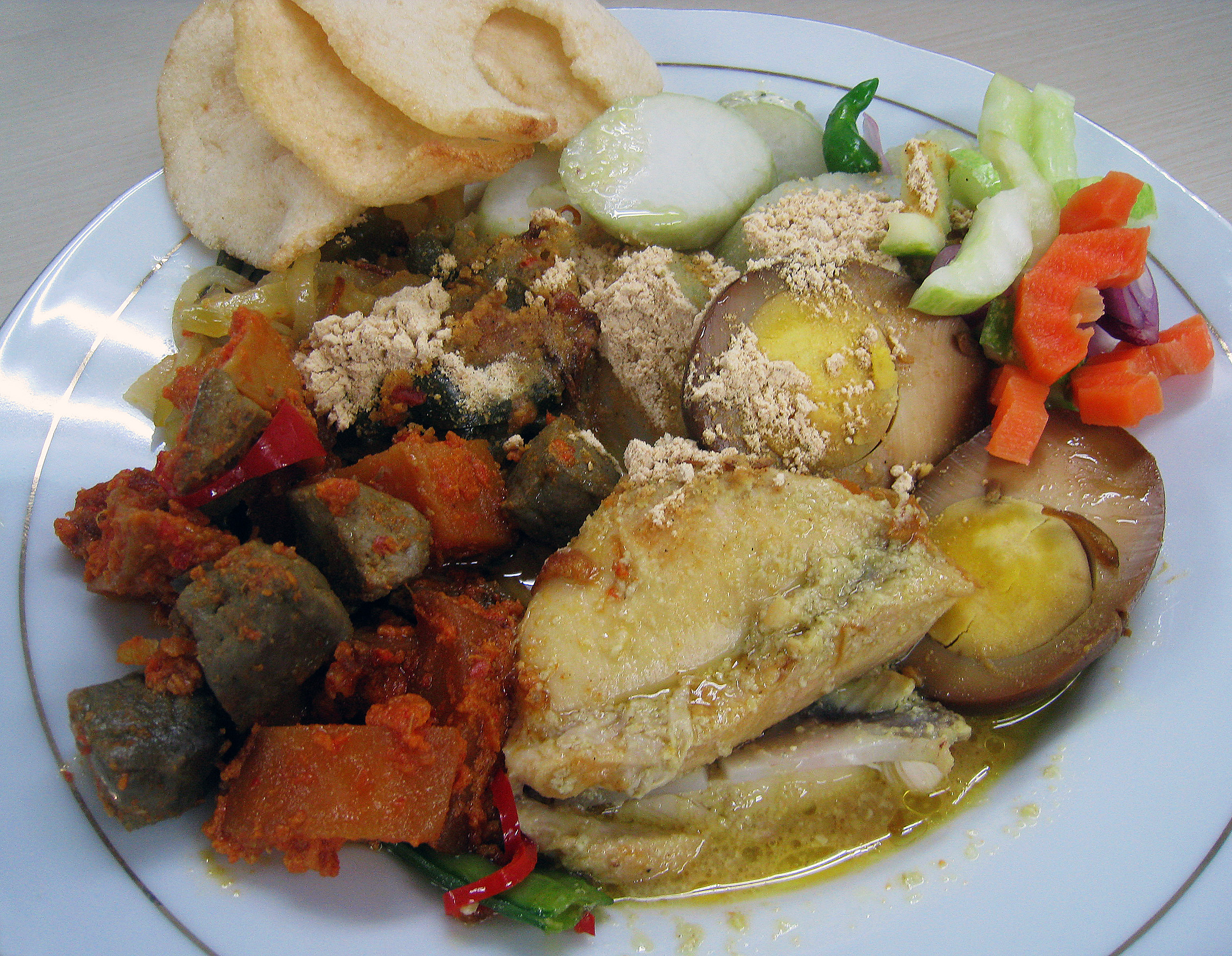
テロール・ピンダンを入れたロントン・チャップ・ゴ・メ。

今日ではテロール・ピンダンはインドネシア群島全域に広まっているが、特に中部ジャワ州と東ジャワ州のジャワ料理、および南スマトラ州の食文化で重要な位置を占める。中華の茶葉蛋と似ているが、インドネシア版では茶葉の代わりにチークの葉、グアバの葉、エシャロットの余った皮を用いる。色付けにチークの葉を用いるのは、数百年にわたってチークの木の産地として有名だったジャワ島に起源を持つことを示唆しているかもしれない。チークの葉はまた、ジョグジャカルタのグドゥッに赤茶けた色を付けたり、ジャワ島伝統の布地であるバティックの染料としても用いられる。インドネシア料理では普通のタマネギよりもエシャロットが好まれるが、その皮はテロール・ピンダンを作るのに不可欠なので剥いた後で取っておかれる。
テロール・ピンダンはトゥンペンやナシクニン、ナシチャンプルの具材としても使われる。ジョグジャカルタではナシグドゥッや白米のおかずにもされる。インドネシア風中華料理のロントン・チャップ・ゴ・メにも入れられる。トゥンペン、ナシクニン、ロントン・チャップ・ゴ・メはそれぞれの文化における重要な祭事料理であり、そのため古くから多産、再生、幸運の象徴とされてきた卵が用いられる。

## マレーシア
マレーシアにおいては、テロール・ピンダンは半島マレーシアの南端ジョホール州で最も人気がある。その起源は明らかではないが、茶葉蛋との類似性が顕著であることから、19世紀にジョホール（当時は独立したスルタン国）を通じてマレーに入ってきた中国系の貿易商や移民が伝えたという説が最有力である。別の可能性として、およそ1世紀前にジョホールに入ってきたジャワ系移民が持ち込んだという説もある。このレシピが人気を得た理由の一つとして保存性の良さが考えられる。ジョホールは国際貿易の中心地であり、海上貿易に従事する商人にとっては、テロール・ピンダンのように容易に何週間も保存できる食品は有用であっただろう。
マレーシアのテロール・ピンダンの材料は一般的にエシャロットの皮、タマリンド、フェンネル、コリアンダー、醤油、グアバやマンゴスチンなどの葉だが、レシピによっては追加の食材を加えて独自の味を作っている。インドネシアのレシピとの最大の違いはチークの葉を使わない点にあり、マレーシアの伝統的なテロール・ピンダンでは別の種類の葉が用いられる。
テロール・ピンダンはジョホールのみならずマレーシア社会に深く根付いた文化的遺産である。しかし、作成に手間と時間がかかることから家庭で日常的に食べることはまれになり、祝い事の席や店で買って食べるものになった。そのためかえってこの料理の値打ちは上がり、マレーの大事な伝統とみなされている。